# Каменец (језеро)
Каменец (рус. Каменец) малено је слатководно ледничко језеро у централном делу Псковске области, на западу европског дела Руске Федерације. Језеро се налази на подручју Псковске низије, готово у самом средишту њеног Пушкиногорског рејона. Кроз језеро протиче речица Луговка (дужина тока свега 16 км), десна притока Великаје, и преко ње језеро је повезано са басеном Финског залива Балтичког мора.
Акваторија језера обухвата површину од око 86,8 хектара. Упркос малој површини акваторије језеро је доста дубоко и има максималну дубину до 6 метара, односно у просеку од око 4 метра.
На југоисточној обали језера налази се село Каменец, а само језеро налази се на подручју Михајловског музеја Александра Пушкина.